# Ново Село (Дебарца)
Ново Село (мкд. Ново Село) је насеље у Северној Македонији, у западном делу државе. Ново Село припада општини Дебарца.

## Географија
Насеље Ново Село је смештено у западном делу Северне Македоније. Од најближег града, Охрида, насеље је удаљено 28 km северно.
Ново Село се налази у историјској области Дебарца, која обухвата слив реке Сатеске и са изразитим планинским обележјем. Насеље је смештено у средишњем, долинском делу области. Источно од насеља издиже се планина Мазатар, а западно планина Караорман. Кроз насеље протиче речица Сатеска. Надморска висина насеља је приближно 770 метара.
Клима у насељу је планинска.

## Становништво
Ново Село је према последњем попису из 2002. године имало 68 становника. 
Већину становништва чине етнички Македонци (94%).
Већинска вероисповест је православље.